# Дом-музей Михаила Щепкина
До́м-музе́й Михаи́ла Ще́пкина — мемориальный музей, посвящённый жизни и деятельности актёра Михаила Щепкина. Расположен в двухэтажной деревянной усадьбе XVIII — начала XIX века, не пострадавшей при пожаре 1812 года. Музей был открыт в 2009 году как филиал Государственного центрального театрального музея имени Алексея Бахрушина. Экспозиция состоит из подлинных вещей, личных документов, а также мебели и художественных произведений, связанных с жизнью актёра.

## История

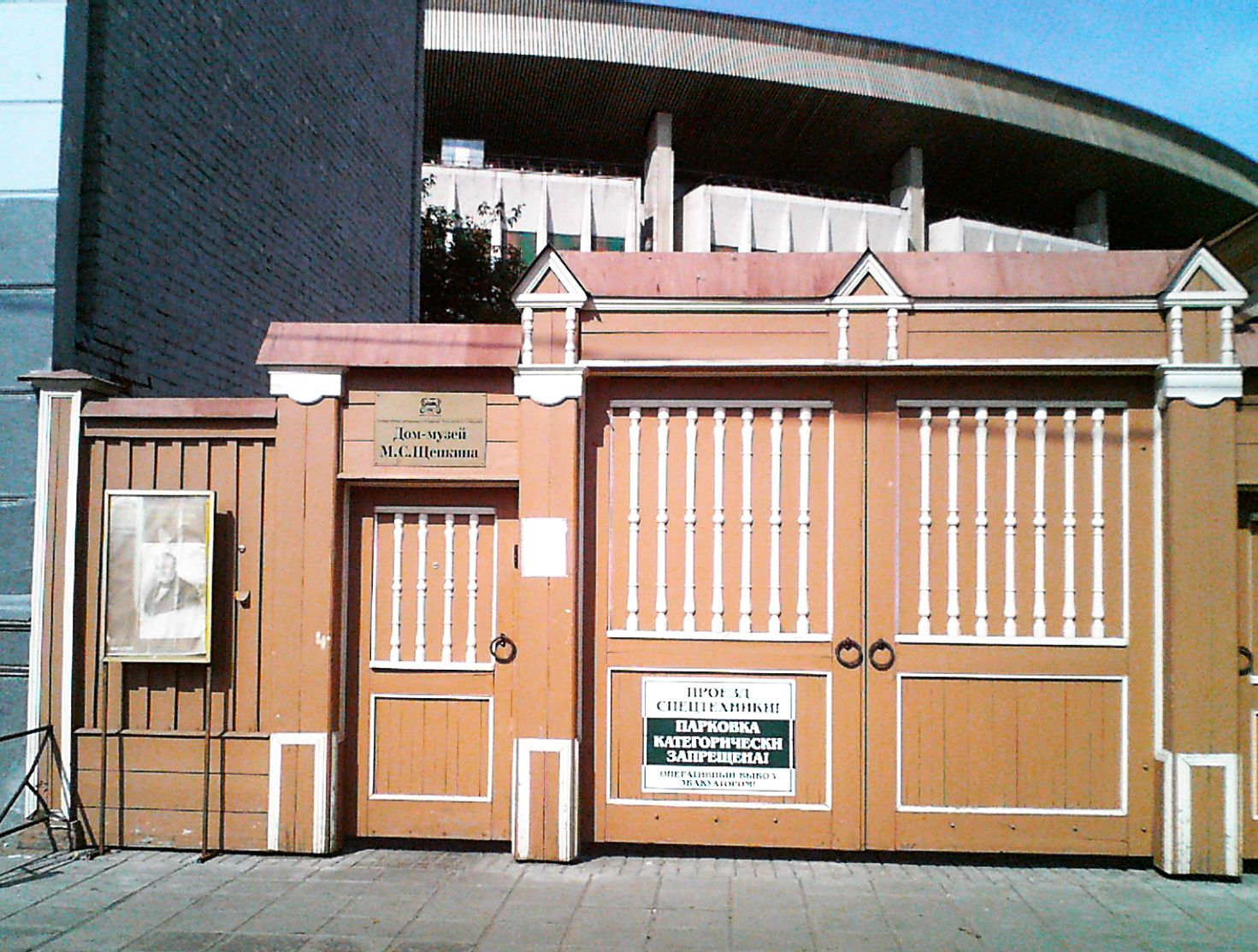
Вход в здание музея, 2011 год

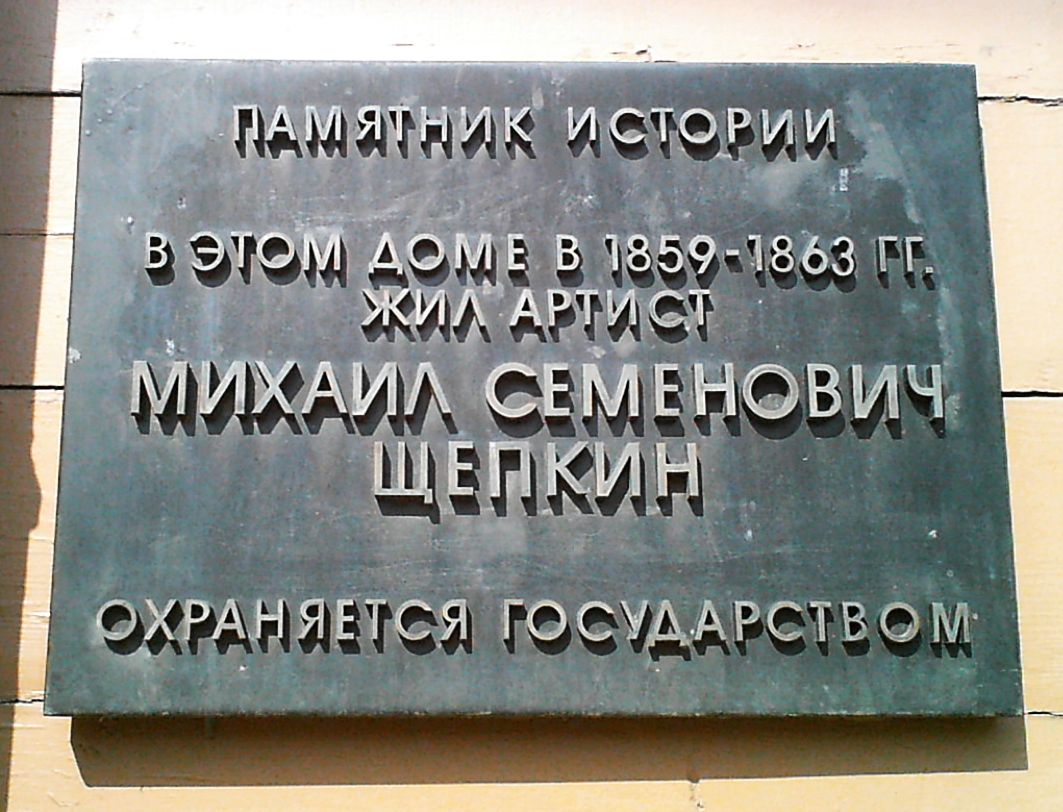
Мемориальная доска на фасаде здания, 2011 год

Музей был открыт в 2009 году как филиал Государственного центрального театрального музея имени Александра Бахрушина. Михаил Щепкин является основоположником школы реализма в русском сценическом искусстве. Стремясь сделать актёрскую игру как можно более натуральной, Щепкин инициировал театральные реформы, а также создал школу актёрского искусства.
Музей расположен в деревянной двухэтажной усадьбе XVIII — начала XIX века в стиле классицизм, в основе которой находится бревенчатый сруб. Дом не пострадал во время пожара 1812 года, а в 1850-х в его дворе был разбит большой сад, в котором семья Щепкиных любила собираться по вечерам.
Щепкин проживал в доме на 3-й Мещанской улице (с 1962 года названа в его честь улицей Щепкина) последние годы своей жизни с 1859 по 1863-й. По свидетельствам современников, актёр любил гостей. Одновременно в доме могло проживать до 25 человек: родители, братья и сёстры, приёмные дети семьи Щепкиных, гости и его ученики. В доме на 3-й Мещанской актёра посещали такие деятели культуры, как писатель Александр Афанасьев, переводчик Николай Кетчер, трагик Айра Ольридж, а также актёр Михаил Лентовский, позже вспоминавший:
Семья его была немаленькая: сын Петр Михайлович, Елена Васильевна, его супруга, Ольга, Саша, Петя, их дети, дядя Абрам Семенович (брат М. С.), Вера Михайловна, младшая дочь М. С.; семья К. П. Барсова, Коля Кухоренко (сын наказного атамана Терского войска); М. С. Франциева – сестра знаменитого актера П. С. Мочалова, и еще две-три престарелых артистки. Домом заведовала Татьяна Михайловна, пожилая особа, пользовавшаяся большим уважением всех домашних и всех посещающих гостеприимного хозяина.
После смерти актёра в 1863 году в доме поселилась семья Пановых. После революции 1917 года и начавшейся политики уплотнения, в здании были сформированы коммунальные квартиры. В 1980-е рядом с территорией усадьбы проводилась масштабная стройка спорткомлекса «Олимпийский», возведённого в честь Олимпийских игр 1980 года. По плану московских властей дом подлежал сносу, однако благодаря деятельности представителей искусства здание удалось сохранить и передать во владение Театральному музею имени Алексея Бахрушина. Реставрация помещений длилась более двадцати лет. По результатам работ в доме были восстановлены фасад и интерьеры начала XIX века. Реконструкция проводилась с максимальным стремлением к сохранности деревянного сруба и внутреннего пространства усадебного дома.
По данным 2018 года, в музее проходят мастер-классы актёрского искусства, оборудован лекторий и зал, где проводятся литературные и музыкальные концерты. При учреждении также работает Домашний театр имени Щепкина — экспериментальная студия, в которой проводятся занятия под руководством Анатолия Ледуховского.

## Экспозиция
В экспозиционном пространстве представлены подлинные вещи, принадлежащие актёру: полотна, мебель, посуда, сценические костюмы, а также книги и документы. Коллекция была передана музею Малым театром, где актёр проработал более сорока лет, а также Театральным музеем имени Бахрушина. Личные вещи и фотографии из жизни Щепкина подарили родственники актёра.
Экспозиция размещена в нескольких залах, каждый из которых посвящён отдельному этапу в жизни актёра. Обстановка комнат была восстановлена по его запискам и мемуарам. В холле музея висит панно художника Сергея Пономаренко, на котором изображены театральные друзья Щепкина. В первой комнате рассказывается о крепостном детстве и юности и опыте игры в дворянских театрах. По соседству представлена инсталляция ярмарки XIX века — благодаря участию в ней Щепкин был замечен представителями Московского императорского театра и приглашён в основную труппу.
Следующий зал отведён под коллекцию предметов, связанных с работой актёра в провинциальных театрах. Остальные две комнаты посвящены жизни Щепкина в Москве: повседневной жизни и вкладу актёра в русскую школу театра. В витринах представлены дневники, записки и документы, повествующие о стремлении Щепкина к реформам русской театральной школы. В музее восстановлен кабинет актёра, где стоит диван и кресло-качалка, в котором деятель проводил послеобеденные часы.
Кабинет деда тоже роскошью не отличался. Стояли там кровать, простой письменный стол, мягкое кресло, опять-таки «стеклянная горка», без которой, кажется, тогда не обходилась ни одна комната, да большой пузатый комод красного дерева – только и всего, но нам эта комната казалась дворцом Алладина, и именно из-за этого самого заветного комода.Внучка Александра Щепкина-Черневская